# Dødssejladsen
Dødssejladsen er en amerikansk stumfilm fra 1922 af Burton L. King.

## Medvirkende
- Harry Houdini som Howard Hillary / The Man from Beyond
- Arthur Maude som Dr. Gilbert Trent
- Albert Tavernier som Dr. Crawford Strange
- Erwin Connelly som Dr. Gregory Sinclair
- Frank Montgomery som Francois Duval
- Luis Alberni
- Yale Benner som  Milt Norcross